# Zorzines iharai
Zorzines iharai är en fjärilsart som beskrevs av Katsumi Yazaki 1989. Zorzines iharai ingår i släktet Zorzines och familjen nattflyn. Inga underarter finns listade i Catalogue of Life.